# Mieke Bouman-van den Berg

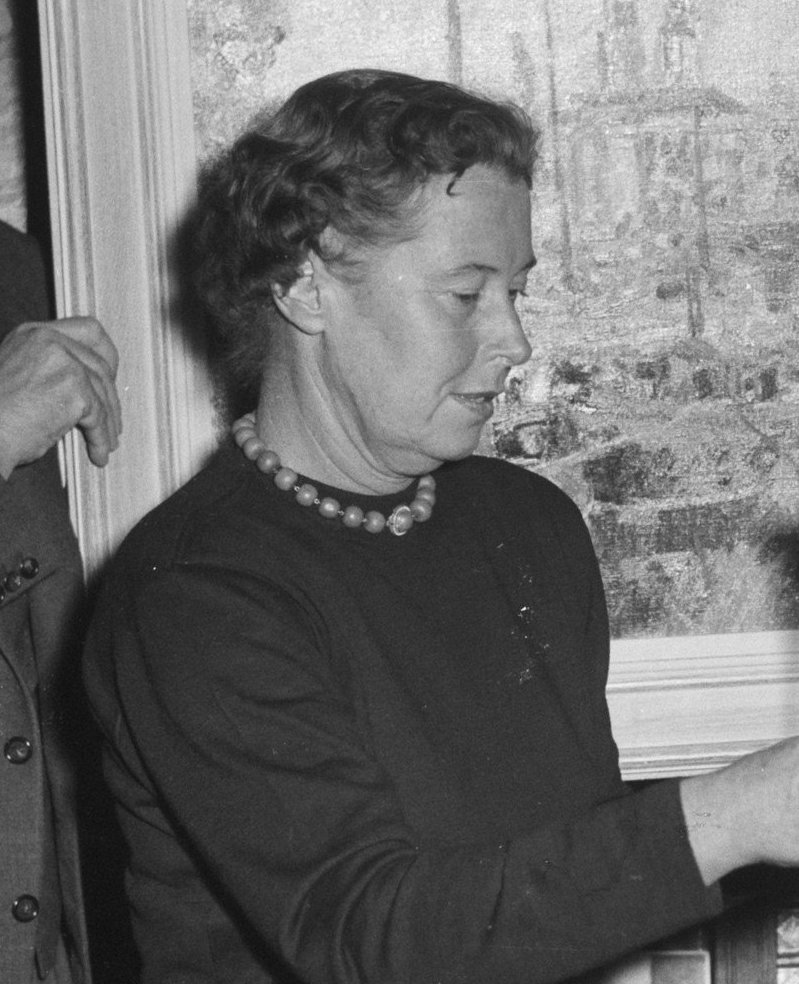
M.S. Bouman-van den Berg (1956)

Maria Sophia (Mieke) van den Berg (Bussum, 24 juli 1907 – Santa Gertrudis, Ibiza, 17 juni 1966) was een Nederlandse docent, redacteur en juridisch medewerker.

## Leven en werk
Van den Berg werd in 1907 in Bussum geboren als dochter van Jacobus Petrus van den Berg (1880-1936) en Aaltje Veenstra (1881-1959). Zij studeerde klassieke talen aan de Rijksuniversiteit Groningen. Na haar huwelijk op 6 december 1934 in Eindhoven met de jurist Herman Bouman (1909-1968) stopte ze met haar opleiding. Samen met haar man vestigde zij zich in het toenmalige Nederlands-Indië. Zij werd in Semarang lerares klassieke talen. Tijdens de Tweede Wereldoorlog werd ze door de Japanners geïnterneerd in een kamp. Haar man moest in die periode dwangarbeid in Birma en Japan voor de Japanners verrichten. Na de Tweede Wereldoorlog werd Van den Berg chef-redactrice van de radionieuwsdienst in Batavia. In 1950 verloor zij haar baan. Zij besloot medewerkster te worden bij het door haar man opgezette advocatenkantoor.

### De zaak Jungschläger
Een van de zaken die Bouman behartigde was die tegen het hoofd van de geheime dienst L.N.H. Jungschläger en een officier van het Koninklijk Nederlands-Indisch Leger H.C.J.G. Schmidt. Beide mannen waren door de toenmalige Indonesische regering ervan beschuldigd leiding te geven aan een criminele organisatie, die herstel van de oude koloniale verhoudingen beoogde. Bouman werd al snel ook medeverdachte. Hij vluchtte in 1955 naar Nederland. Hoewel Van den Berg geen juridische opleiding had genoten werd zij desondanks geaccepteerd als vervanger van haar man. Haar verdediging van beide mannen maakte grote indruk. In Nederland werd zij voor haar vasthoudenheid en kennis van zaken geroemd. Na haar slotpleidooi in 1956 moest ook zij Indonesië verlaten, omdat haar leven daar gevaar liep.
In Nederland werd zij gehuldigd voor haar werkzaamheden. Zij werd op 27 september 1956 benoemd tot Ridder in de Orde van de Nederlandse Leeuw. Zij kreeg op 18 oktober 1956 deze onderscheiding uitgereikt door de toenmalige koningin Juliana in paleis Soestdijk. Op 6 mei 1957 kreeg zij van de Groningse universiteit een eredoctoraat verleend. Haar promotor, professor Röling - prees haar bij gelegenheid om de door haar betoonde moed. Zij werd op 2 juni 1957 geïnstalleerd tot buitengewoon lid van de Nederlandse Vereniging van Vrouwen met een Academische Opleiding. De lezers van het weekblad Libelle schonken haar een zeilboot.
Van Den Berg overleed in juni 1966 op 58-jarige leeftijd te Santa Gertrudis op Ibiza, waar zij en haar man waren gaan wonen.

## Varia

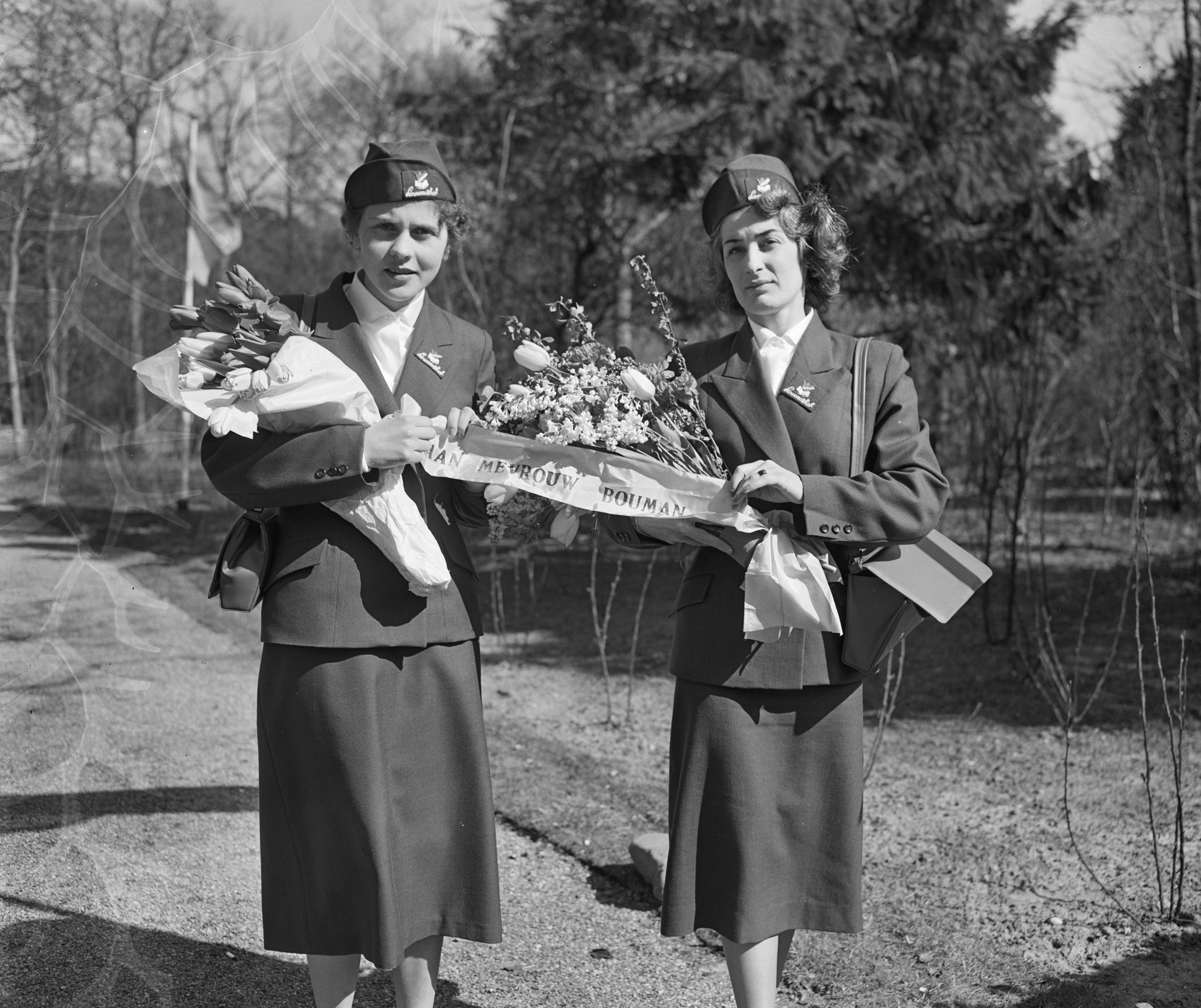
Opening Linnaeushof Bennebroek. Bloemen bestemd voor mevrouw Bouman en om op het graf van Linnaeus te leggen

Bij de opening van de Linnaeushof op 11 april 1956 werden twee boeketten bloemen per vliegtuig verzonden. Het eerste boeket was bestemd om op het graf van Linnaeus in Zweden te leggen. Het tweede boeket was speciaal bedoeld als huldeblijk aan mevrouw Bouman-van den Berg in Djakarta.